# Make Me (Janet Jackson)
Make Me è un singolo della cantante statunitense Janet Jackson, pubblicato nel 2009 ed estratto dall'album Number Ones.

## Il brano
Il brano è stato scritto da Janet Jackson, Rodney "Darkchild" Jerkins, Thomas Lumpkins e Michaela Shiloh.

## Tracce
- Download digitale

1. Make Me (Album Version) - 3:38
2. Make Me (Moto Blanco Club Mix) - 7:11
3. Make Me (Bimbo Jones Club Mix) - 6:46
4. Make Me (Ralphi Rosario Vocal Club Mix) - 9:20
5. Make Me (Ralphi's Martini Mix) - 7:44
6. Make Me (Craig J's Get It Up! Mix) - 6:46
7. Make Me (DJ Dan Extended Vocal Mix) - 4:27
8. Make Me (DJ Dan Peaktime Mix) - 6:13
9. Make Me (Dave Aude Club Mix) - 8:01
10. Make Me (Bimbo Jones Dub) - 8:25

## Video
Il videoclip della canzone è stato diretto da Robert Hales.

## Classifiche
| Classifica (2009-2010) | Posizione raggiunta |
| ---------------------- | ------------------- |
| Italia                 | 20                  |
| Regno Unito            | 73                  |